# Micah Clarke
Micah Clarke est un roman épique et historique publié en 1889 par Arthur Conan Doyle, dans lequel il narre les aventures militaires d'un jeune soldat anglais sur fond de rébellion de Monmouth.

## Synopsis
Micah Clarke, jeune homme d'une province rurale du Hampshire, s'engage en 1685, sous la pression de son père partisan whig, dans l'armée rebelle protestante en lutte contre le roi Jacques. Il rejoint ainsi les rangs du duc de Monmouth, prétendant malheureux au trône d'Angleterre.
Ce récit est émaillé de nombreuses péripéties où domine un sens aigu de l'honneur, un rejet du fanatisme religieux comme des débauches de la cour, et plus généralement une description fine des travers humains.